# Toto Wolff
Torger Christian "Toto" Wolff (Bécs, 1972. január 12. –) osztrák befektető, üzletember és egykori autóversenyző, aki jelenleg a Mercedes Formula–1-es csapatának ügyvezető igazgatója és 30%-os tulajdonosa. Korábban a Williams F1 részvényese.
Wolff autóversenyzői pályafutását az osztrák és német Formula Ford bajnokságban kezdte. 1994-ben megnyerte a nürburgringi 24 órás versenyt, később pedig az FIA GT Bajnokságban és az olasz GT Bajnokságban versenyzett.
Marchfifteen nevű cégét 1998-ban alapította, majd 2004-ben Marchsixteen nevű vállalatával internetes és technológiai cégekbe való beruházásokkal kezdett el foglalkozni. Ipari és stratégiai beruházásokra szakosodott, korábban a német HWA AG-ben és a Williams Formula–1-es csapatában is érdekelt volt.

## Motorsport
Wolff 1992-ben az osztrák Formula Ford bajnokságban kezdte motorsport pályafutását, majd a következő két évben egyaránt indult az osztrák és a német Formula Ford bajnokságban is. 1994-ben saját kategóriájában megnyerte a nürburgringi 24 órás versenyt. 2002-ben az összetettben hatodik helyen végzett az FIA GT Bajnokság  N-GT kategóriájában és egy futamgyőzelmet is szerzett. 2003-ban az olasz GT bajnokságban indult Lorenzo Case oldalán, és 2004-ben ők nyerték meg a versenyt, miközben Wolff az FIA GT Bajnokság-ban is indult Karl Wendlinger csapattársaként. 2006-ban az osztrák ralibajnokságban indult és elsőként intették le egy dubai 24 órás versenyen. A Walter Lechner Racing School elnevezésű autósiskolában oktatóként tevékenykedett.

## Befektetőként
Wolff két befektetési vállalkozást is alapított, 1998-ban a Marchfifteent, 2004-ben pedig a Marchsixteent és eleinte internetes technológiával foglalkozó vállalatokba fektetett.
2003 óta stratégiai beruházásokra és közepes méretű ipari cégekre koncentrál. Beruházott többek között a német HWA AG-be, amelyben 2006-ban 49%-os részesedést szerzett, majd a tőzsdén futtatott fel 2007-ben. A cég a Mercedes DTM és a Mercedes Benz SLS GT3 versenyautó fejlesztési programjában vett részt.
Másik fontos befektetése a BRR Rallye Racinggel való társulása volt, a brit cég az egyik legnagyobb ralis alkatrészeket forgalmazó és gyártó cég Európában. Wolff társtulajdonosa lett Mika Häkkinen menedzsment cégének és olyan fiatal pilóták útját egyengette mint Bruno Spengler, Alexandre Prémat és Valtteri Bottas.

## Formula–1
Wolff 2009-ben részesedést vásárolt a Williams Racing Formula–1-es csapatában és csatlakozott az istálló igazgatóságához. 2012-ben kinevezték ügyvezető igazgatónak.
2013 januárjában a Mercedes AMG F1 ügyvezető igazgatója lett. Miután csatlakozott a csapathoz, 30%-os részesedést vásárolt és az összes Mercedes-Benz motorsport tevékenység feletti koordinációt átvette a korábban a pozíciót betöltő Norbert Haugtól. A Williamsben megmaradtak ugyan érdekeltségei, de ebből 2014-ben 10%-ot eladott Brad Hollinger amerikai üzletembernek. 2016. március 9-én az utolsó 5%-os Williamses tulajdonrészét is értékesítette.
2015 novemberében részben az ő társtulajdonosi érdekeltségének köszönhetően jutott tesztlehetőséghez Susie Wolff a Williamsnél. Mind a brit csapattal, mind pedig a Mercedesszel számos sikert élt meg, a német márka 2014 óta nyolc konstruktőri és hét egyéni bajnoki címet szerzett a királykategóriában.

## Magánélete
Wolff feleségével, Susie Wolffal él együtt a svájci Ermatingenben a Boden-tó mellett. 2016 októberében Susie a Twitteren jelentette be, hogy terhes első gyermekükkel. Wolff folyékonyan beszél németül, angolul, franciául, olaszul, spanyolul és lengyelül.